# Trần Nữ Yên Khê

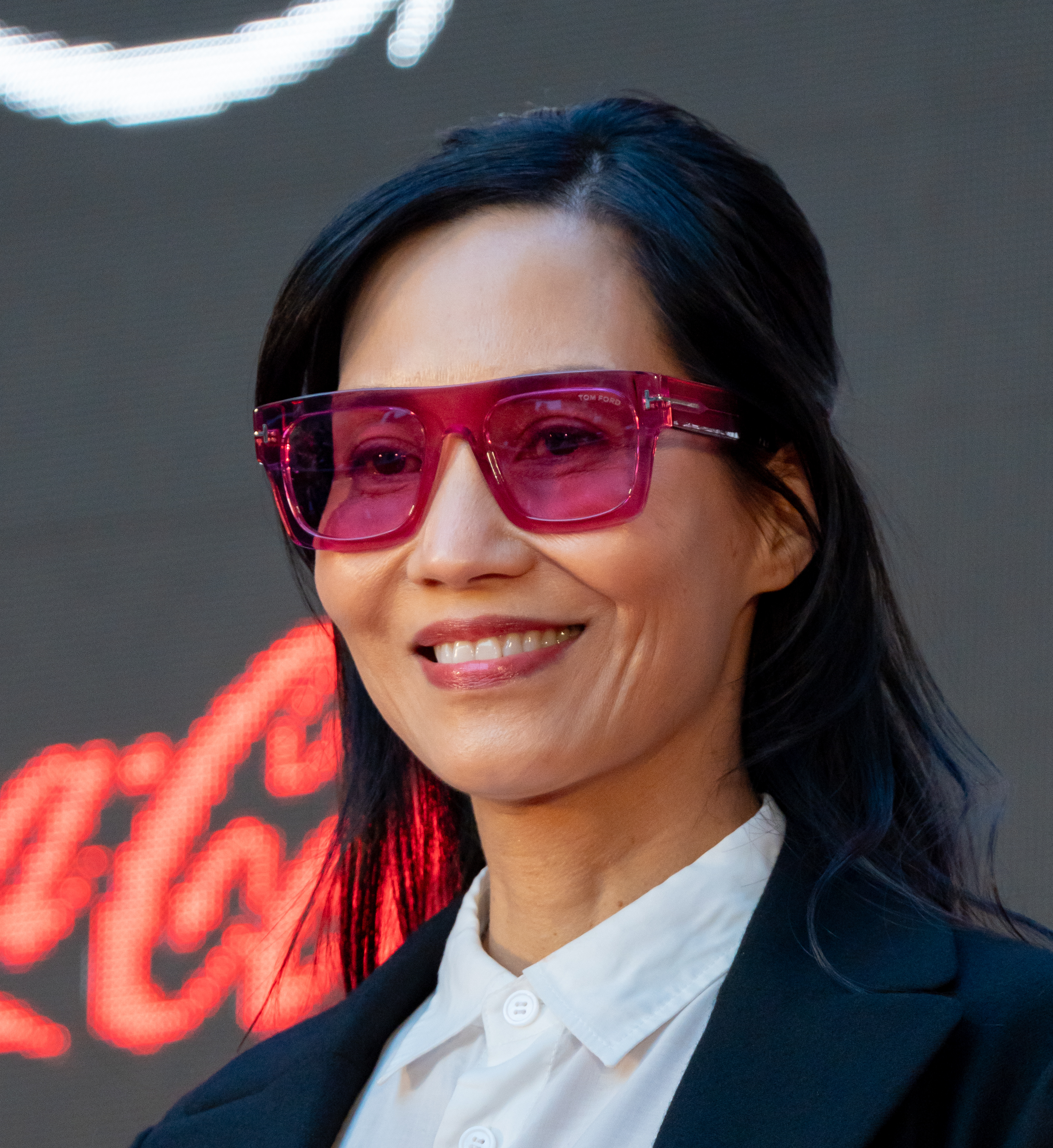
Trần Nữ Yên Khê (2023)

Trần Nữ Yên Khê (* 1968 in Vietnam) ist eine vietnamesische Filmschauspielerin.
Trần ist mit dem Filmregisseur Trần Anh Hùng verheiratet und hat in den meisten seiner Filme mitgespielt. Bei Cyclo zeichnete sie außerdem als „Set Designer“ verantwortlich.

## Filmographie
- 1989: La femme mariée de Nam Xương
- 1991: La pierre de l’attente
- 1993: Der Duft der grünen Papaya (Mùi đu đủ xanh)
- 1995: Cyclo (Xích lô)
- 2000: Thung lũng hoang vắng
- 2000: Ein Sommer in Hanoi (Mùa hè chiều thẳng đứng)
- 2008: I Come with the Rain
- 2018: May, die dritte Frau